# Efeito de borda

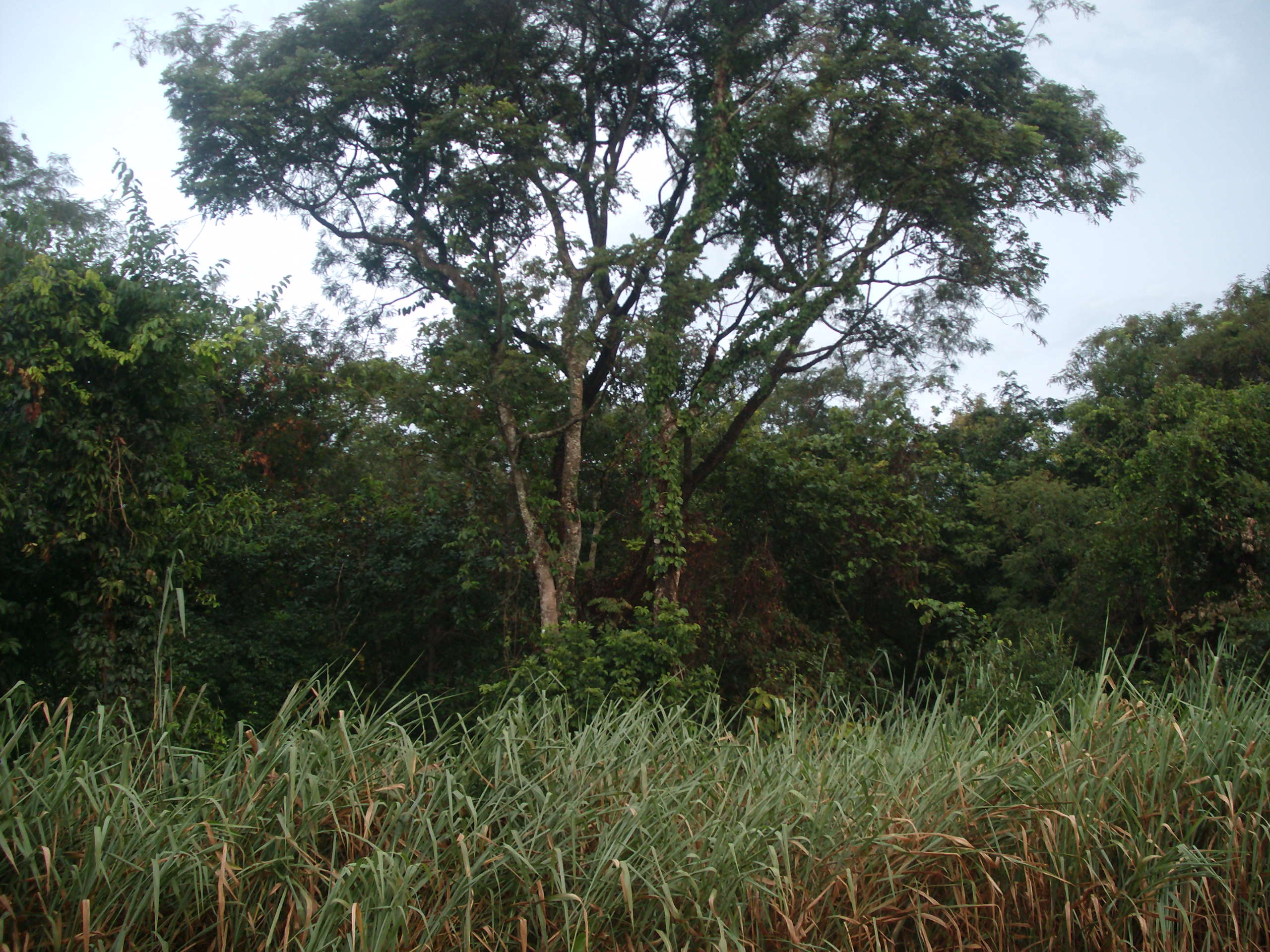
Efeito de borda em fragmento de floresta no Noroeste Paulista. Evidente pela presença de gramíneas invasoras.

No campo da ecologia de paisagens, o efeito de borda é uma alteração na estrutura, na composição e/ou na abundância relativa de espécies na área marginal de um habitat, frequentemente associado a ecossistemas terrestres. Esta alteração da estrutura é inicialmente provocada por mudanças microclimáticas que alteram fatores como a luminosidade, a umidade e a temperatura média desses locais, fazendo assim com que plantas que não estejam preparadas para uma condição de maior estresse, característico das regiões de borda, acabem enfraquecendo, provocando mudanças na base das cadeias alimentares, prejudicando as relações ecossistêmicas já estabelecidas, e em casos mais graves, levando à extinção da flora e fauna existentes em uma região.
As bordas dos fragmentos frequentemente estão localizadas adjacentes à estradas, plantações ou outras áreas de uso antrópico, o que pode causar a introdução de espécies exóticas de plantas, animais e microrganismos, alterando ainda mais a estrutura das relações ecológicas e a teia alimentar local.
Em alguns ecossistemas, a mortalidade dos integrantes da flora ocasiona uma rápida ampliação desse efeito, que pode atingir de 50 até 500 metros adentro na vegetação, Portanto, quanto menor e mais isolado for o fragmento de ecossistema, mais intensas serão as consequências do efeito  borda.

## Tipos
Os efeitos de borda podem ser divididos em dois tipos: abióticos ou físicos e biológicos, sendo este último subdividido em biológicos diretos e biológicos indiretos.
Os efeitos de borda abióticos estão relacionados à alterações nos fatores climáticos ambientais, onde a zona de influência das bordas compreende maior exposição aos ventos, altas temperaturas, baixa umidade e alta radiação solar.
Os efeitos de borda biológicos diretos envolvem alterações na riqueza e na disposição de espécies induzidos pelos fatores abióticos nas proximidades das bordas, tendo como exemplo, o aumento da densidade de indivíduos em virtude da maior produtividade primária provocada pelos altos níveis de radiação solar.
Os efeitos de borda biológicos indiretos abrangem alterações na interação entre as espécies, como predação, parasitismo, herbivoria, competição, dispersão de sementes e polinização.

## Causas
O efeito de bordas é um fenômeno naturalmente encontrado em regiões de transição entre dois ou mais fragmentos de habitat, também chamadas de ecótonos. Esses fragmentos podem ser gerados de diversas maneiras naturais, como pelo surgimento de corpos d'água (rios, riachos, córregos, lagoas...), por incêndios naturais, pela atividade geológica de vulcões, derretimento de geleiras, por variação atitudinal, variação sazonal, tipo de solo, entre outros fatores. Basta que se altere a condição contínua de uma formação vegetal.
Essas regiões possuem um conjunto de espécies e de condições ambientais muito diferentes da região de matriz, que é a região que circunda a vegetação foco de um estudo, mesmo estando espacialmente uma ao lado da outra. Pode-se dizer que existe um equilíbrio dinâmico entre as comunidades que coabitam esses locais.
Entretanto, as atividades antrópicas têm sido as principais causadoras do aumento nocivo desses efeitos que desencadeiam uma série de desequilíbrios ecológicos.
Dentre as atividades antrópicas que mais afetam as paisagens, pode-se citar:
- Turismo Insustentável: Estudos apontam que as regiões ao redor das trilhas turísticas, mesmo as consideradas "ecológicas", também apresentam o efeito de borda, da mesma forma como acontece ao redor das estradas. Além disso, algumas atividades turísticas irresponsáveis podem causar a degradação de ambientes naturais, acentuando os efeitos de borda e a fragmentação dos habitats.
- Urbanização das cidades: devido a construção de estradas, estabelecimentos e moradias com pouco ou nenhum planejamento ambiental, o ramo da construção civil têm sido um dos principais agentes amplificadores do efeito de borda e da fragmentação de habitats no Brasil. Além disso, a presença de humanos e principalmente de  seus animais domésticos perto de ecossistemas nativos têm sido amplamente associada à uma redução na riqueza de espécies de pequenos mamíferos e aves.[7][8][1]
- Uso de agrotóxicos próximos de matas nativas: o uso indiscriminado de substâncias químicas para o controle de pragas afeta diretamente não só as pestes como também contamina o solo e extingue a fauna que ocupa o nicho ao redor das plantações, afetando as taxas de reprodução e de sobrevivência das metapopulações e provocando distúrbios nas relações ecológicas das comunidades.[9][1][10]
- Grilagem e desmatamento para agropecuária: queimadas criminosas são realizadas com o objetivo de adquirirem terrenos maiores para a plantação de monoculturas e criação de gado. Nesse processo, as espécies autóctones são queimadas junto, expandindo-se os processos de fragmentação quando não se dizima o ecossistema por completo.[11][1][12]
- Extrativismo mineral, vegetal e animal insustentável: a caça ilegal, o tráfico de animais exóticos, a extração de madeira e o garimpo são algumas das atividades que promovem abertura de trilhas e clareiras no meio da vegetação que volta e meia  podem alterar o microclima e desencadear um efeito de borda extenso.[13][14][15][1]

## Consequências

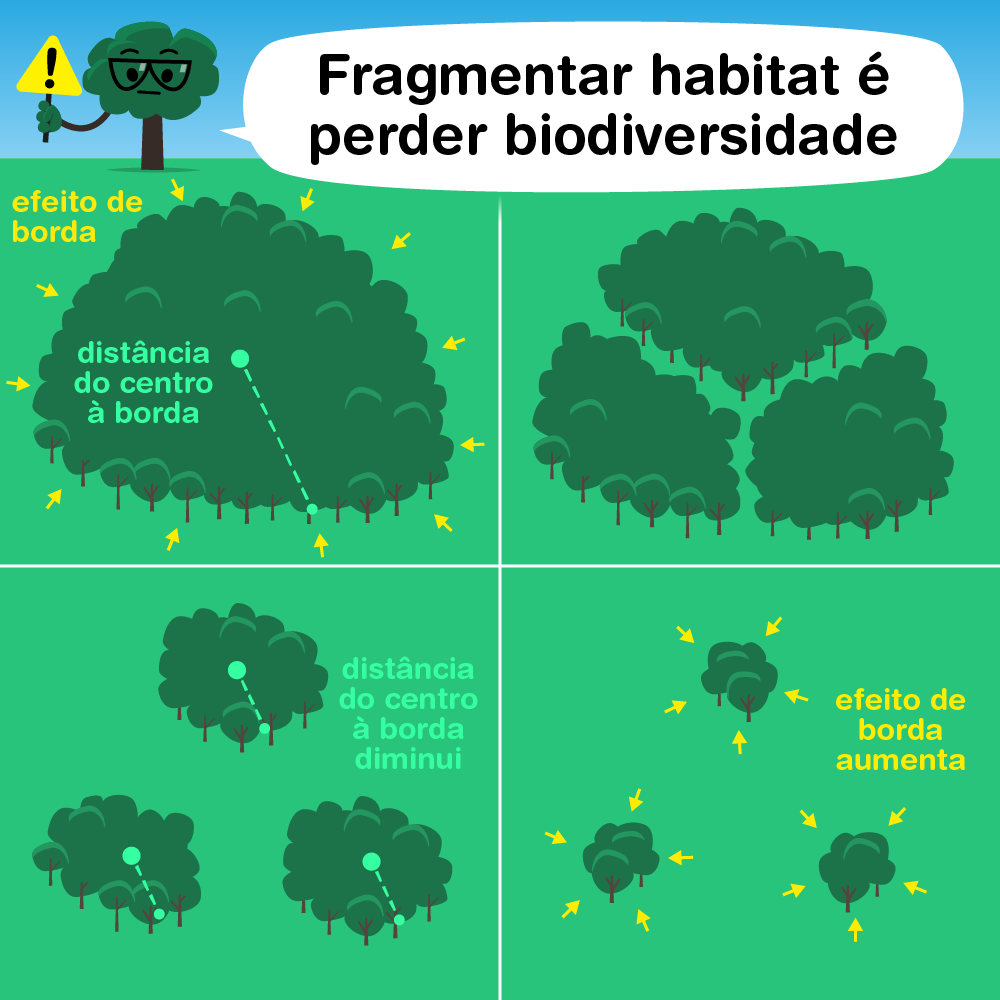
A figura esquematiza como o efeito de borda pode ser fatal para um habitat fracionado.

Uma das consequências negativas do efeito de borda num habitat recém-fragmentado é a extinção da biodiversidade nativa. Conforme as condições microclimáticas dos ecótonos vão se alterando, algumas plantas não suportam o estresse e acabam adoecendo. Uma borda de fragmento com plantas nativas doentes está sujeita a regredir ao competir por recursos com espécies exóticas de flora que estão bem adaptadas àquele tipo de ambiente. Além disso, o efeito de borda pode funcionar como um efeito cascata, à medida que as espécies de borda vão cedendo espaço para as exóticas, a tendência do efeito é ir em direção ao “centro” diminuindo o nicho das populações presentes, aumentando a escassez de recursos e promovendo assim o aumento da competição.
Por esse motivo, é importante que medidas que visem a criação de unidades de conservação procurem prezar pela manutenção da maior área possível, a fim de proteger as espécies nativas e as chamadas climácicas, que são encontradas mais ao centro no fragmento.
A perda da biodiversidade original pode implicar em danos ambientais e econômicos imensuráveis, já que ainda é muito complicado estimar economicamente o quanto os seres humanos são beneficiados pelos chamados serviços ecossistêmicos.
Dentre outras consequências que podem ser relacionadas ao efeito de borda pode-se incluir:
- Maior frequência e gravidade de incêndios naturais: como a umidade nestas zonas é menor e a luminosidade é maior, as chances de se iniciar um incêndio são muito maiores se comparadas com o interior de uma floresta, por exemplo.[17][18]
- Aumento do risco de novas epidemias: conforme o efeito de borda consome a floresta, por diversos motivos pode haver um grande fluxo de animais entre os fragmentos, como por exemplo a rotineira atividade de forrageamento ou os eventuais episódios reprodutivos. Durante essas atividades esses animais silvestres casualmente podem entrar em contato com seres humanos e transmitir patógenos nunca antes catalogados.[19][20][21]
- Desequilíbrio nas relações ecológicas entre as espécies: A fragmentação dos habitats e o surgimento de bordas trás inúmeras mudanças na fauna, flora e microbiota de uma região, o que pode causar desequilíbrios na teia alimentar e nas demais relações ecológicas entre as espécies locais. Um estudo realizado nas florestas tropicais do Brasil, Argentina e Paraguai mostrou que o aumento na incidência de luz solar nas bordas dos fragmentos atraía uma maior quantidade de insetos herbívoros, que por sua vez, atraíam pássaros que utilizavam desses insetos como alimento. Esses pássaros então atraíam parasitas, que antes não estavam presentes no local, o que acabou gerando uma maior incidência de doenças. Esse exemplo mostra como o efeito de borda pode causar um “efeito cascata” alterando as relações ecológicas intra e interespecíficas. O efeito cascata também é responsável pelo aumento da competição por recursos e alimentos entre algumas espécies, mudanças no processo de reprodução, entre outras.[22]

## Exemplos
Devido à expansão agrícola e urbana e ao aumento do desmatamento nas regiões florestais, tem-se visto uma grande taxa de ambientes fragmentados e apresentando efeitos de borda. Por isso, muitos estudos têm sido realizados para estudar e compreender melhor esse fenômeno em diversas regiões do planeta.
No Brasil, a área mais estudada tem sido a Mata Atlântica, devido a sua grande importância econômica e as diversas tentativas atuais de conservação desse bioma. Porém, outros biomas como Cerrado, Mata de Araucárias e Floresta Amazônica também têm sido alvos de estudos sobre o efeito de borda nos seus fragmentos florestais

### Mata Atlântica
A Mata Atlântica abrange as áreas costeiras do Brasil, Paraguai e Argentina, e é um dos biomas mais explorados e devastados no planeta. Aproximadamente 15% da sua cobertura original ainda está presente, sendo que a maior parte desse território está fragmentado. Sendo assim, o bioma tem sido alvo de muitas pesquisas relacionadas com a fragmentação de habitats e o efeito de borda.
Uma das consequências do efeito de borda mais estudadas nesse bioma é o aumento da predação de ninhos de pássaros nas regiões marginais dos fragmentos de Mata Atlântica. Acredita-se que esse efeito ocorre pois os principais predadores de ninhos, como alguns mamíferos, répteis e outras espécies, tendem a preferir espaços mais abertos para caçar e possuem mais sucesso predando ninhos localizados nas bordas dos fragmentos florestais.
Outros estudos apontam diferenças consideráveis nas condições microclimáticas e ecológicas da borda e do centro dos fragmentos florestais, como por exemplo mudanças de até dois graus na temperatura; aumento no número de espécies de árvores pioneiras e com troncos mais finos; empobrecimento do solo; aumento nas espécies invasoras de plantas e animais; maior competição interespecífica e intraespecífica, devido às mudanças abióticas e possivelmente na oferta de alimento; entre outros efeitos.
Vale acrescentar que, de acordo com alguns estudos, as áreas adjacentes às trilhas turísticas nos fragmentos de Mata Atlântica também sofrem com o efeito de borda, até mesmo nas trilhas ecológicas.

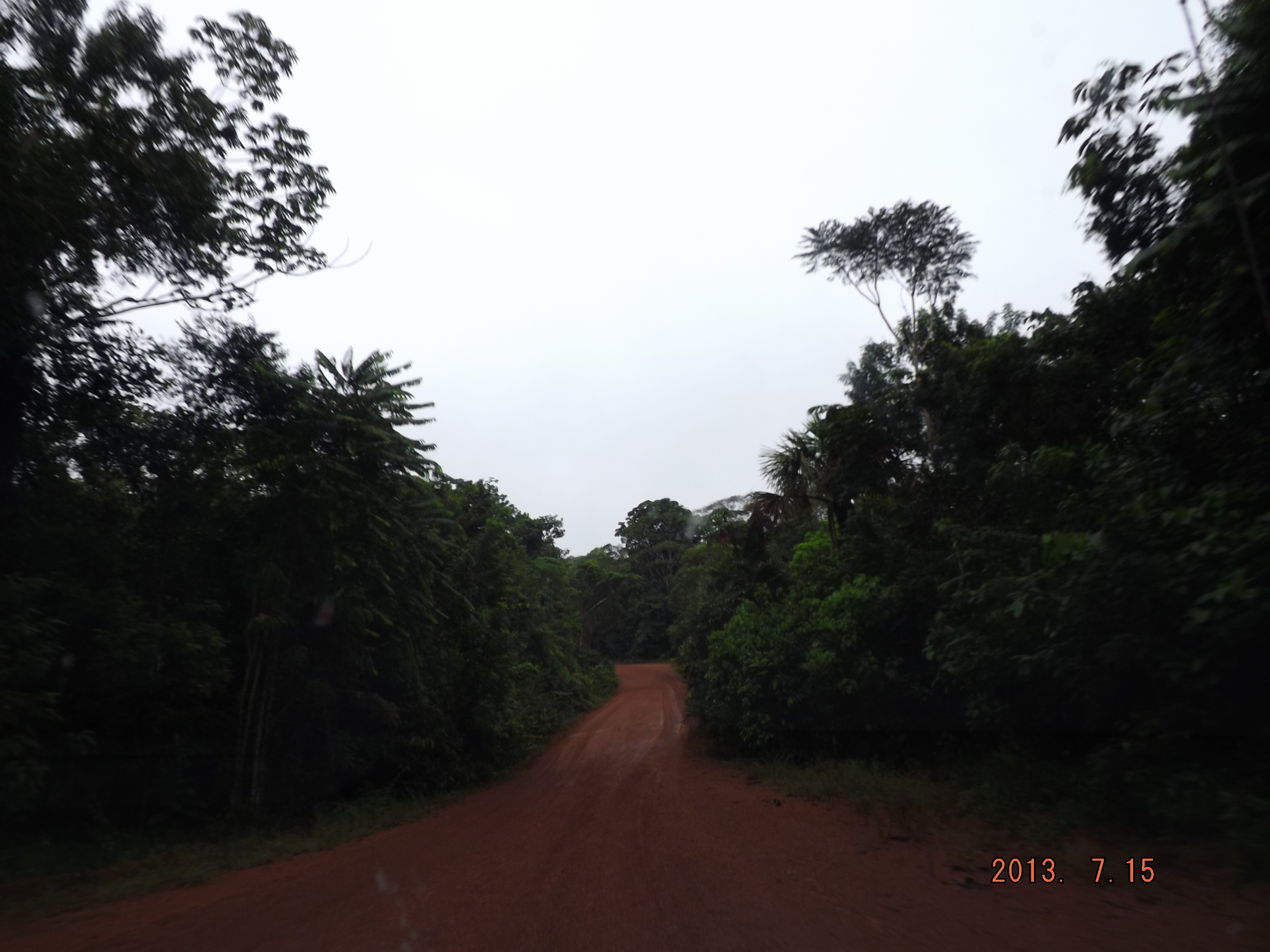
Estrada passando por floresta úmida na reserva Waimiri Atraoari, com a presença de bordas no entorno da estrada.

### Florestas Úmidas
Estudos realizados nas florestas úmidas, sejam elas as “Rainforests” na América do Norte ou a floresta amazônica na América Latina, mostram que assim como na Mata Atlântica os índices de predação de ninhos é maior nas bordas dos fragmentos florestais. Ocorrem também diferenças na biodiversidade e nas relações ecológicas dessas regiões marginais. Na floresta amazônica, tem-se observado um aumento da frequência de incêndios florestais nas regiões de borda, possivelmente por conta da proximidade com os ambientes antrópicos e fatores relacionados com as espécies invasoras e pioneiras presentes na borda.

### Cerrado
Tem-se relativamente poucas informações sobre o Efeito de Borda no bioma Cerrado, comparando-se com as florestas tropicais, apesar de que, assim como a Mata Atlântica, esse seja um bioma com grande importância cultural e econômica, e esteja atualmente bastante fragmentado. Nos estudos realizados no Cerradão, localizado no Sudoeste Goiano, foi observado que as bordas dos fragmentos possuíam árvores com troncos mais finos; espécies mais adaptadas à luz solar e a temperaturas do ar e do solo elevadas; além de mais espécies pioneiras e invasoras. Do ponto de vista conservacionista, foi recomendado que sejam mantidos fragmentos de tamanho suficiente para que espécies menos adaptadas às condições de borda (temperatura e luminosidade elevadas) possam sobreviver.

### Mata de Araucárias

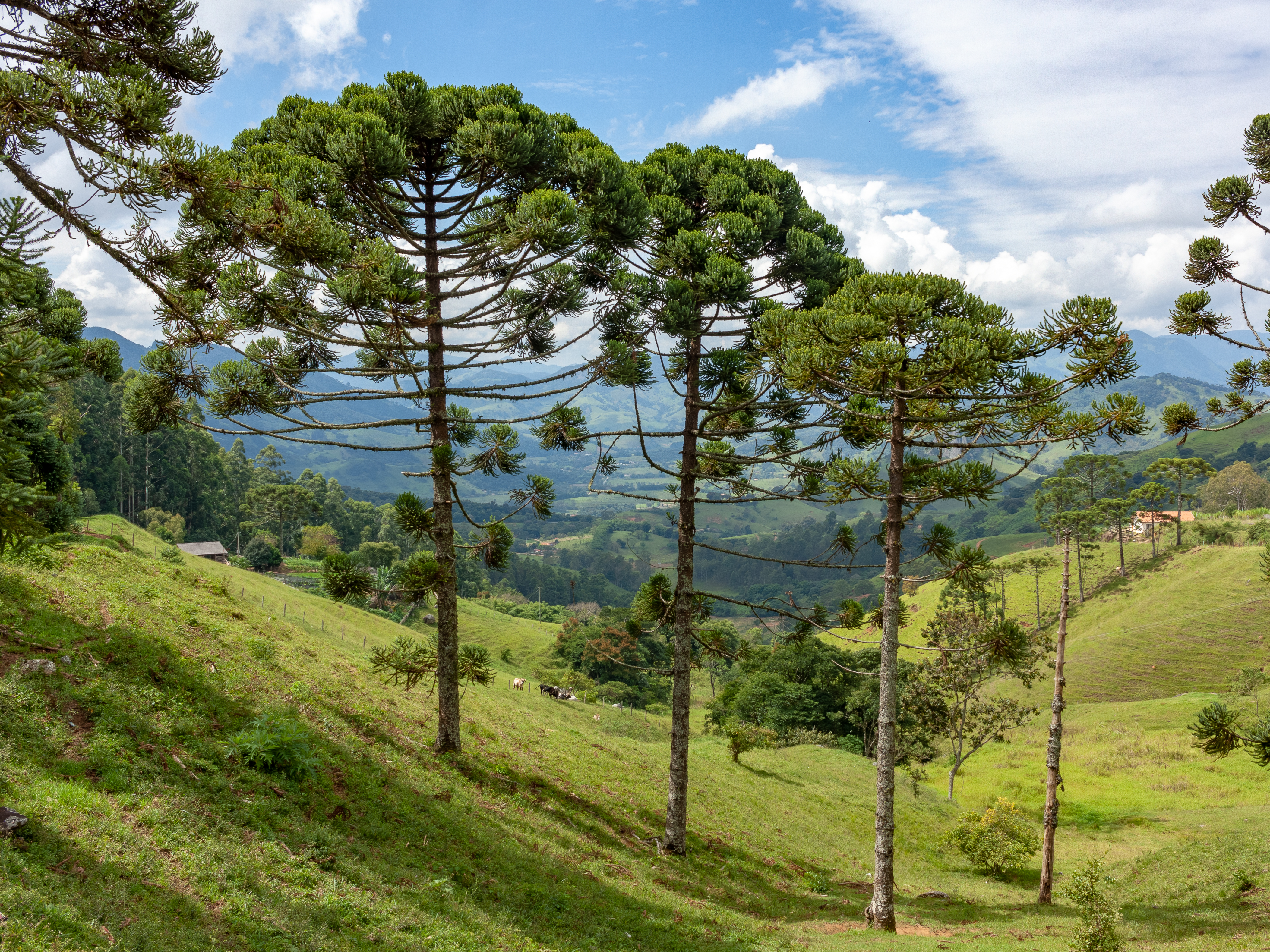
Mata de araucárias com construções e atividades antrópicas ao fundo

Assim como no Cerrado, as bordas dos fragmentos florestais das Matas de Araucárias são caracterizadas pela maior distribuição de espécies com afinidade à luz. Percebe-se também que nas bordas dos fragmentos de matas de araucárias, as espécies arbóreas costumam ter uma altura média maior e um comportamento arbóreo de maior densidade, diferentemente do centro mais afastado da borda dos fragmentos (a matriz).

## Estratégias para a redução do Efeito de Borda
As principais recomendações dos ecólogos e conservacionistas a respeito da preservação das áreas fragmentadas e sofrendo com o efeito de borda é a de manter um fragmento grande o suficiente para que ele possua um “meio” ou matriz, ou seja, que ele seja maior que a área afetada pelo efeito de borda. Dessa forma, as espécies nativas e climácicas que não são adaptadas às condições de borda possam sobreviver nessas regiões mais "intocadas” e o ecossistema possa continuar funcionando e prosperando de forma mais sustentável.

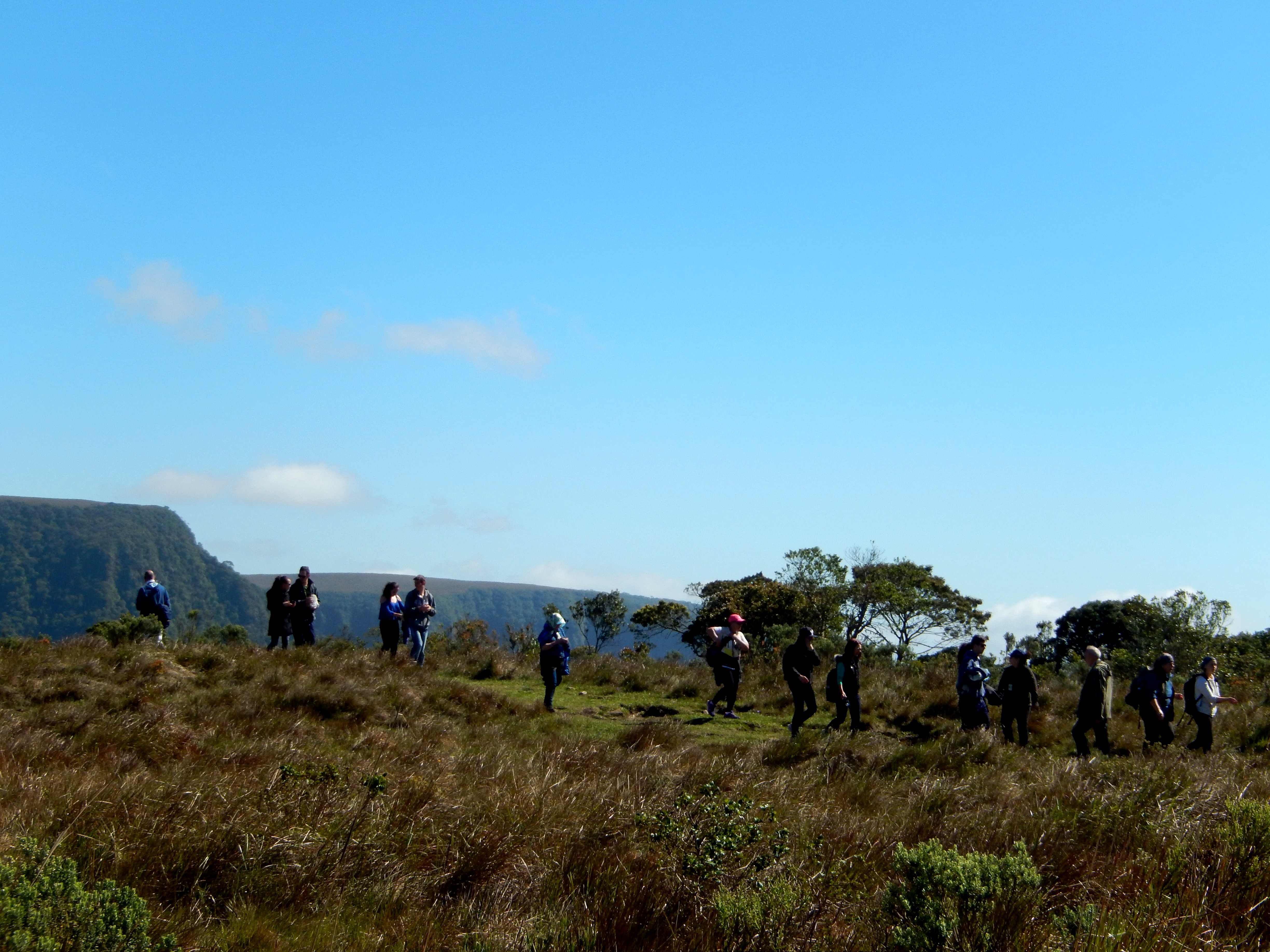
Turistas fazendo trilha em uma Unidade de Conservação

Como as bordas surgem a partir da fragmentação dos habitats e da formação dos ecótonos, as medidas de conservação e as estratégias para a redução do efeito de borda nos ambientes naturais são as mesmas estratégias utilizadas para lidar com os ambientes fragmentados, como por exemplo:
- A proteção das áreas fragmentadas remanescentes e replantio de espécies nativas;
- A criação de unidades de conservação;
- Investir na Educação ambiental e nas estratégias de conscientização da população quanto ao turismo sustentável e a conservação do meio ambiente;
- A criação de corredores ecológicos;
- O estabelecimento de Zonas de amortecimento;[29]
- Promover um aumento na fiscalização das áreas ameaçadas;